# Dolné Krškany
Dolné Krškany (maď. Alsóköröskény) jsou městská část Nitry (Slovensko). Jejich rozloha je 11,1 km². V roce 2021 zde žilo zde 2009 obyvatel. Součástí Nitry jsou od roku 1974.
Nacházejí se v jižní části Nitry. Na okraji, v nadmořské výšce 200 m n. m. se nachází chatovo-vinařská oblast Bita. Přes Dolní Krškany protéká řeka Nitra a také řeka Malá Nitra. Největší stavební památkou je barokně-klasicistní kostel svatého Ondřeje, který byl dokončen v roce 1788; kostel je slovenskou národní kulturní památkou.

## Historie
První písemná zmínka o Dolních Krškanech pochází z roku 1240. Jednou z jejích částí byla dnes již zaniklá vesnička Dvorčany, která vznikla ve 12. století. V roce 1585 byly zcela vypleněny Turky. Dolné Krškany byly spolu s obcí Horné Krškany dlouho součástí obce Kereskyn. V roce 1920 byly vedeny pod názvem Dolný Kereškýn.
Během stávky zemědělských dělníků v roce 1928 zde byla zastřelena dělnice Klára Latečková (1895–1928); její hrob byl v roce 1963 vyhlášen národní kulturní památkou.
Na řece Nitra bylo v roce 1950 postaveno Vodní dílo Dolné Krškany, a to z důvodu protipovodňové ochrany a zásobování užitkovou vodou.
V roce 1974 byla tehdejší obec Dolné Krškany přičleněna k městu Nitra.

## Doprava
Dolné Krškany jsou napojeny na síť nitranské městské hromadné dopravy. Leží na železniční trati Nové Zámky – Prievidza, na které je železniční zastávka Dolné Krškany.